# Nelore

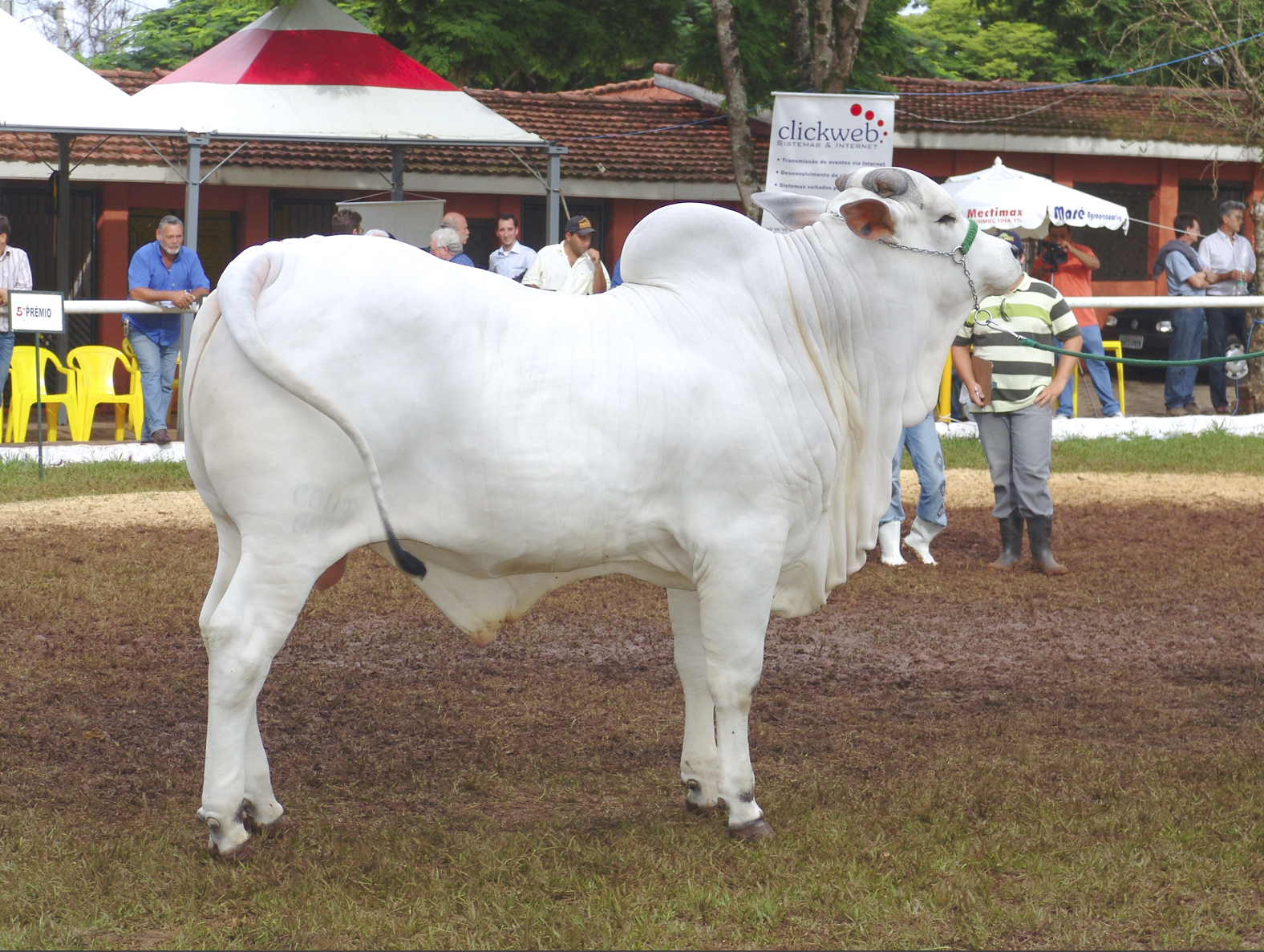
Een stier in Avaré, Brazilië

De Nelore of Nellore is een Braziliaans runderras. Het komt van oorsprong uit het district Nellore in India en uiteindelijk is het in Brazilië verder gefokt tot het huidige ras. Het stamt af van de Ongole. De dieren verdragen een warm klimaat en vormen hierdoor bijna 80% van de Braziliaanse rundveestapel (~160 miljoen exemplaren). 